# Wąsosz (gromada w powiecie szubińskim)
Wąsosz – dawna gromada, czyli najmniejsza jednostka podziału terytorialnego Polskiej Rzeczypospolitej Ludowej w latach 1954–1972.
Gromady, z gromadzkimi radami narodowymi (GRN) jako organami władzy najniższego stopnia na wsi, funkcjonowały od reformy reorganizującej administrację wiejską przeprowadzonej jesienią 1954 do momentu ich zniesienia z dniem 1 stycznia 1973, tym samym wypierając organizację gminną w latach 1954–1972.
Gromadę Wąsosz z siedzibą GRN w Wąsoszu utworzono – jako jedną z 8759 gromad na obszarze Polski – w powiecie szubińskim w woj. bydgoskim, na mocy uchwały nr 24/13 WRN w Bydgoszczy z dnia 5 października 1954. W skład jednostki weszły obszary dotychczasowych gromad Kowalewo, Wąsosz i Żędowo ze zniesionej gminy Chomętowo w tymże powiecie. Dla gromady ustalono 17 członków gromadzkiej rady narodowej.
Gromadę zniesiono 1 stycznia 1959, a jej obszar włączono do gromad Chomętowo (wsie Wąsosz i Żędowo) i Szubin (wieś Kowalewo) w tymże powiecie.